# Benedikt Schnitzler
Benedikt Schnitzler (* um 1992) ist ein deutscher Jazzmusiker (Gitarre, Komposition).
Schnitzler studierte an der Hochschule für Musik Franz Liszt Weimar. Seit 2013 arbeitete er im Quintett Cats and Breakkies mit Johannes Gottschick (Keyboards), Bastian Kaletta (Bass), Raphael Kaletta (Drums) und Wanja Hüffell (sound), das 2015 das Album Organic Electro veröffentlichte, das für den Bremer Jazzpreis 2016 in der Kategorie Jazz & Electronics nominiert wurde. 2018 folgte in Quartett-Besetzung Spectral. Er spielte auch im Berlin Jazz Composers Orchestra Jay Jay Be Ce und in der Charlottenburger Bigband von Christof Griese.
Gemeinsam mit der Pianistin Anna Wohlfarth gründete Schnitzler 2017 das Hans Anselm Quintett, zu dem Gabriel Rosenbach, Arne Imig und Johannes Metzger gehören; auf dem selbstproduzierten Album Obscure Companion (2018) werden Kompositionen der beiden Leader präsentiert. 2021 folgte Room Scope Moon bei Berthold Records. Weiterhin leitet er mit Wohlfahrt die Hans Anselm Big Band, in der Musiker aus Berlin, Hamburg und Dresden seit 2016 die Kompositionen der beiden Leader aufführen. Nach dem selbstproduzierten Album Kreisfrequenz (2017) entstand mit der Formation, die sich auch in Radioauftritten beim RBB und Deutschlandfunk vorstellte, das Album Liquid Circle (Double Moon Records, 2020).